# Daniel Yáñez
Daniel Yáñez Barla (Cádiz, 28 de marzo de 2007) es un futbolista español que juega en la demarcación de delantero en el Real Madrid Castilla CF de la Primera Federación.

## Trayectoria
Tras formarse como futbolista en las categorías inferiores del Real Madrid CF, finalmente subió al segundo equipo, haciendo su debut el 20 de octubre de 2024 contra la AD Alcorcón.
El 27 de noviembre de 2024 fue convocado por Carlo Ancelotti para jugar el partido contra el Liverpool FC en la Liga de Campeones de la UEFA, aunque no llegó a disputar ningún minuto. Finalmente, el 7 de diciembre de 2024 debutó con el primer equipo en la Primera División de España tras sustituir a Arda Güler en la segunda parte en un encuentro contra el Girona FC que finalizó con un resultado de 0-3 a favor del conjunto madrileño.

## Clubes
Actualizado al último partido disputado el 6 de diciembre de 2024.
| Club                    | País   | Año   | Partidos | Goles |
| ----------------------- | ------ | ----- | -------- | ----- |
| Real Madrid Castilla CF | España | 2024- | 8        | 0     |
| Real Madrid CF          | España | 2024- | 1        | 0     |